# 諾丁漢大學
諾丁漢大學（英語：University of Nottingham），也译作諾汀罕大學，是一所校址位于英國英格蘭中部地區諾丁漢郡的公立顶尖研究型大學，初創於1881年，作為倫敦大學的附屬學院並以其名義頒給證書，於1948年奉皇家特許狀升格為一所獨立的國立大學，屬於九所紅磚大學之一。
諾丁漢大學分為五個學院，並提供各種科學和人文科學的約50種學位，且是英國申請最激烈的大學之一（本科录取率约为10%）。至今已產生三位諾貝爾獎得主和許多奧運獎牌得主。
諾丁漢大學是包括罗素大学集团、萨顿信托13、Universitas 21、英联邦大学协会和欧洲大学协会等教育集团成员。

## 历史
诺丁汉大学的起源要追溯到建于1798年的一所成人学校。而现在的学校是由1877年位于莎士比亚路的诺丁汉大学学院发展而来的。英国前首相格莱斯顿还在当时的奠基典礼上发表过讲话。1881年，这所学校由利奧波德王子正式启动。1928年，在慈善基金和公众捐赠的支持下，学校获得了新地并迁往新址。学校的成功搬迁主要依靠了杰西·布特先生的捐助，此人在1921年向诺丁汉市捐献了35英亩（14万平方米）土地。布特先生后被人称作特伦特男爵，他希望学校能够通过迁址摆脱旧址给学校发展带来的种种问题。按照布特先生的要求，城市西南方的海菲尔兹地区被用于修建新校园，而剩下的地方则留给城市居民用于休闲娱乐。
19世纪20年代，建成了大学大道，湖与公园等景观也得到了建设。起初，诺丁汉大学学院被安置在一栋名为特伦特大楼的建筑里面。特伦特大楼由莫利·霍德先生设计，该工程是19世纪20年代诺丁汉市的大型建筑项目之一。这一时期的诺丁汉大学吸引了一批包括爱因斯坦、乔治·威尔斯和圣雄甘地在内的知名度很高的演讲者的光临。实际上，爱因斯坦教授当年在诺丁汉大学使用过的黑板现在依然陈列在学校的物理系。1948年，诺丁汉大学学院被授予英国皇家特许状，从此正式获得“大学”头衔，拥有了学位授予权，并正式更名为诺丁汉大学。在此之前，在校学生只能通过伦敦大学取得学位。
时过境迁，诺丁汉大学经历了翻天覆地的发展变化。19世纪40年代，位于萨坦·伯宁顿校区的米德兰兹农牧业学院被并入诺丁汉大学。1970年，大学建立了20世纪英国第一所医学院。1999年，在距离大学园校区一英里（1.6公里）的罗利自行车公司的旧址之上兴建了50周年校区。在此之后，诺丁汉大学便开始了海外扩张之路。1999年和2004年，两处新校区分别在马来西亚和中国落成。2005年，国王牧场校区在大学园校区附件建成。
诺丁汉大学的校徽在历史上几经变更。最初的校徽是一个盾形的纹章，上面有十字、书和塔等图案，该标志现在还能在大学所属的各个图书馆收藏的书中找到。后来校徽的发展更趋简洁，抽象化的诺丁汉城堡加上外围“诺丁汉大学“字样的设计被沿用下来。2001年，学校进行了较大力度的品牌重塑试验，包括停用此校徽，改成将文字至于图案右侧的全新设计。

## 校园

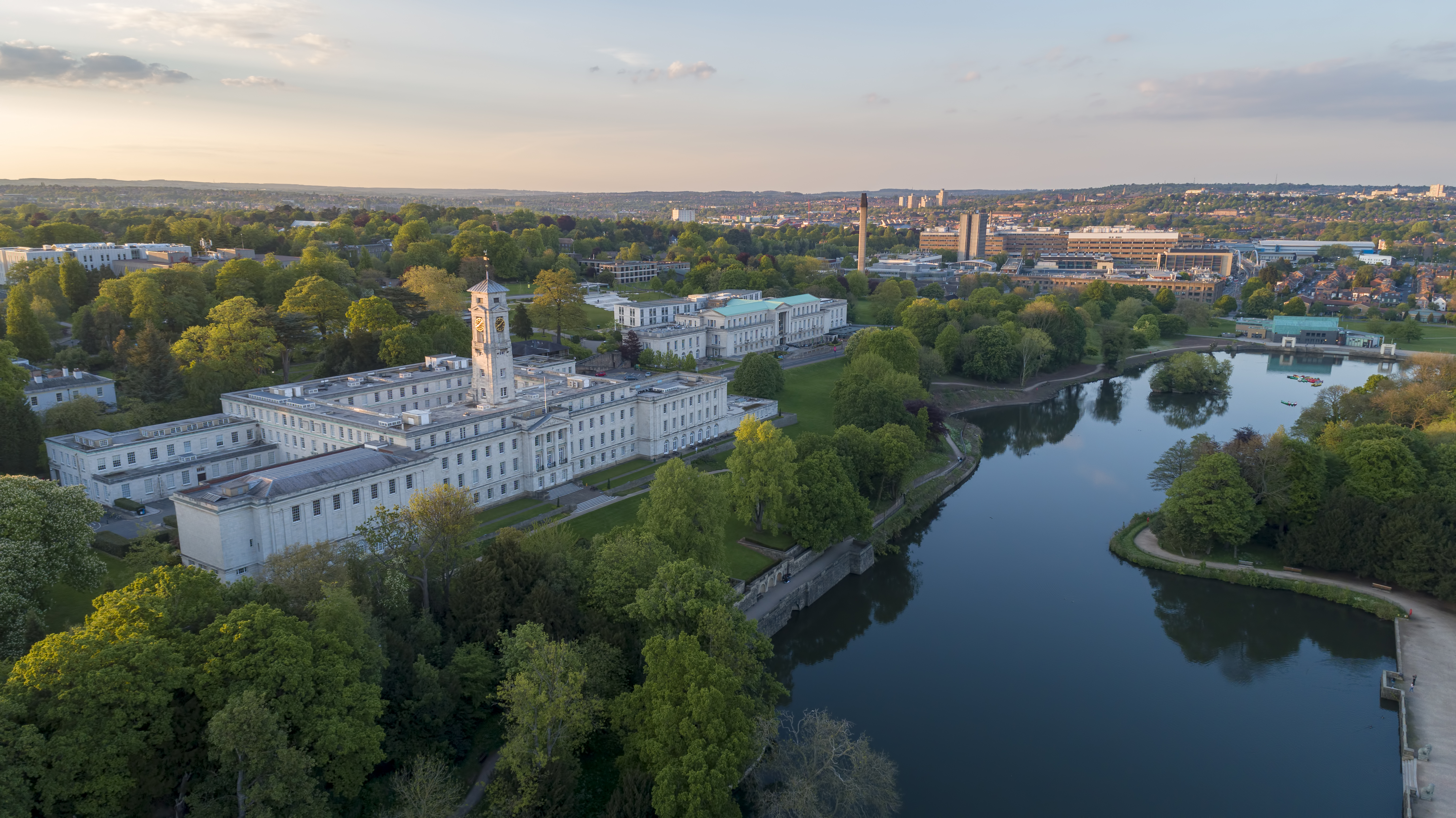
諾汀罕大學大學園校區，為該校校總區

現今諾丁漢大學在英國設有六個校區，其中校總區位於大學園（University Park Campus），在英國的諾丁漢附近，是英國面积最大的大學之一。另五個一是薩坦·伯寧頓校區（Sutton Bonington Capmus），二是朱比利校區（Jubilee Campus），三是醫學院（The Medical School），四是 King's Meadow校區(King's Meadow Campus)， 五是王家德比醫院 (Royal Derby Hospital)。教職員有5000人，師生比例為一比十四。學生總數計有30,000名，其中6000人來自海外。
諾丁漢大學除了現場教學之外，另附設e化學習課程（e-learning），以備無法前往英國就讀的海外學子有進修的選擇。

### 国际校区
诺丁汉大学在1999年于马来西亚雪兰莪州的士毛月建立了一个校园，距离吉隆坡不远。在2004年在中华人民共和国浙江省宁波市又建立了一个校园，即宁波诺丁汉大学。诺丁汉大学马来西亚校区是第一个在马来西亚的英国大学校园，在2001年和2006年分别获得了企业女王奖和行业（国际贸易）女王奖。在2005年9月，马来西亚校区迁到了在士毛月的特地新建的校区，离吉隆坡市中心有30公里，占地101英亩。4000万英镑投资的宁波校区在2005年建成，并由英国副首相彭仕國在2006年剪彩。海外校区都是參考以英国大学园校區為模板興建，各校區皆隸屬諾丁漢大學體系並參與綜合世界排名。

## 学术

### 学院
诺丁汉分成5个学院和多样化的学习场所。
- 艺术商业学院
- 工学院
- 医疗和生命科学院
- 理学院
- 社会，法律和教育学院

### 研究

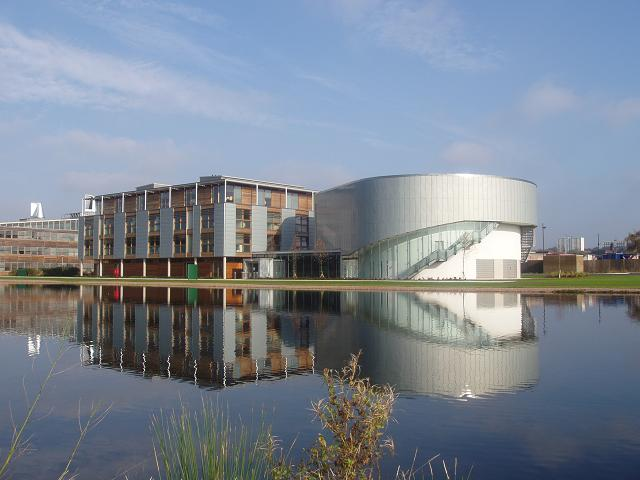
诺丁汉大学商学院，朱比利校区

诺丁汉大学是一个领先的研究机构。很多在磁共振成象（简称MRI）的创举，都在诺丁汉完成，诺丁汉大学教授彼得-曼斯菲尔德在物理学或医学上的研究成果，在2003年获得了诺贝尔奖。诺丁汉为研究磁共振成像保留着一个强大的中心。诺丁汉已经促使许多的其他重大科学成果。弗雷德里克Kipping教授，一名化学教授(1897-1936)，在诺丁汉大学发现了硅聚合物（但没有实现它的商业价值，数十亿英镑的产业）。在体外培养的植物和微型繁殖技术上的主要成果，由诺丁汉大学的植物学家取得的，与格雷厄森教授在19世纪80年代研究出的第一代转基因番茄一起。其他在诺丁汉大学的创新还包括为耳聋和飞机the brace-for-impact位置使用的人工耳蜗植入技术。在诺丁汉大学的其他设备包括世界上第109名的强有力的巨型计算机。
诺丁汉大学有26门学科在英国基金委员会2001年 研究评估活动中，获得5或5*的（国际级优异评价）。并在过去几年来，研究收入获得的资金已经成为英国4个大学的领头羊，获得了2008－2009学年，签订了1.4亿英镑的研究合同。的确，排名表由泰晤士报高等教育增刊依据英国研究理事会的准予编译，这份排名表显示诺丁汉大学由于经费申请的成功率，在2009年英国大学的排名上升到第二，排在牛津大学，英国伦敦大学学院（简称UCL）和帝国理工学院之前。诺丁汉大学也是英国政府指定它所在的城市作为一个“科学城”的主要成员，并且诺丁汉的作为一个世界级的研究机构，由最近2008年公布的研究评估（简称RAE）确定，成为英国排名第七的“科研力量”。根据研究评估2008年的数据，在诺丁汉大学超过90％的研究是达到国际水准的，所有的研究中有将近60％被评为“世界领先水平”或“国际级优异评价”。在27门学科领域里，它排在英国前十，有14门学科排名前五。

## 排名
諾大不僅是英國羅素集團成員，同時也是全球Universitas 21的加盟學校之一。根據The Telegraph以及上海交通大學在2003年所做的排名，該校排名高居英國前十，並且在2006-2007年榮獲時代高等教育的年度大學獎項。
自2000年起，諾大在全英的排名急起直追，評鑑結果顯示，諾汀罕大學在教育品質、學術研究和國家經費支援上，皆有很可觀的突破，所以排名扶搖直上。

## 學術刊物
諾丁漢大學的電影暨電視研究中心創辦了一份線上學術季刊《Scope》，撰文人多為學者和影評人，宗旨是帶領並使該領域的研究新生有一方園地可發表有關作品。

## 招生情况和学生生活
根据高等教育统计局发布的最新数字显示，从学生入学率来看，诺丁汉大学在英国排名第五。来自130多个国家的3万多名学生就读于诺丁汉大学。而且，2009年一共收到41000多份入学申请，居英国最受欢迎的五所大学之首。一般情况下，英国很多公立学校的学生喜欢这所大学，但是私立学校的学生大约占学生总数的三分之一。像Bristol，Durham和Edinburgh这些受中产阶级支控的大学一样，诺丁汉大学也備受争议，出台各种积极措施，放低申请和入学的门槛，对没有传统家庭背景的申请者公开最终的暑期学校计划。

### 学生会

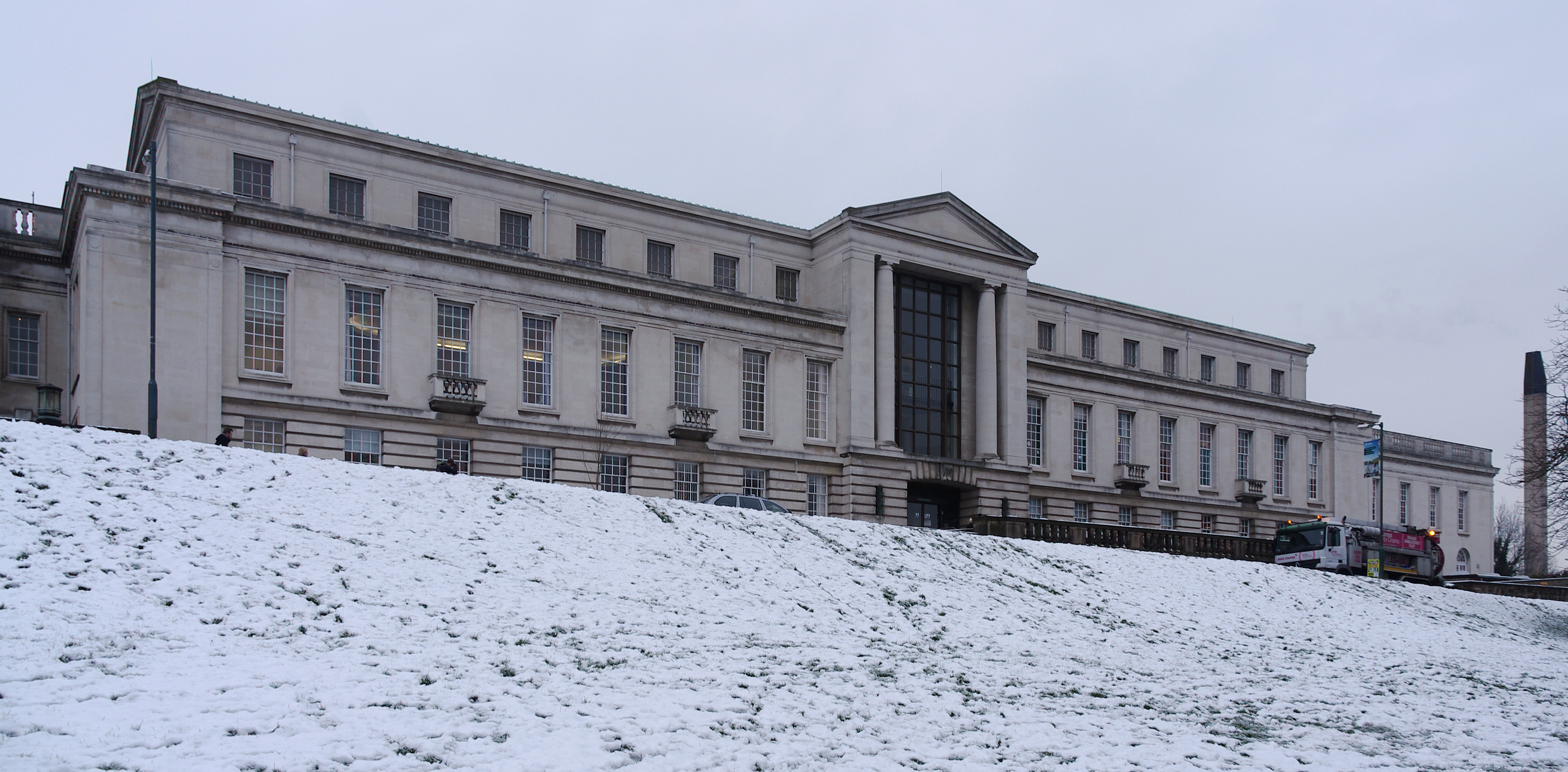
諾丁漢大學學生會所在的波特蘭大樓

诺丁汉大学的学生会给学生提供了丰富多彩的活动，其下设150多个学生社团，另有72个俱乐部附属于学生会的体育部。诺丁汉大学的学生和成员每年都参加一系列的大学生运动，以及和老对手诺丁汉特伦特大学举办的体育项目。2008年，诺丁汉大学部将最佳参与奖授予了学生会，以此奖励他们提高了学生参与运动的积极性。
学生期刊《影响力》（Impact）每学期定期出版。不同的学生喜剧会在诺丁汉大学的新剧院上演。学生会也派人组织活动，听取专家和赞助公司——电力公司的意见。这些赞助公司还支持举办了许多活动。例如，夏季晚会，新生入学典礼，毕业晚会，球类比赛等等涉及校内和校外的很多活动。学生会拥有欧洲最强大和最成功的学生组织活动"嘉年华会”，2007年主办方筹集资金688500 英镑。诺丁汉的 URK/学生电台是学校的电台，在学生电台奖上获得了很多奖项，远远超出了其他学校，包括2008年的电台年度奖。
学生会还组织了很多的活动包括学生和成员与当地社区的交流。每年有600多名学生参加学生社区行动，到诺丁汉的当地学校，社区组织做志愿工作以及开展其他的活动。诺丁汉活跃社区倡议和学生会合作，在伦托附近建立红花餐厅。这个餐厅为学生和当地居民提供了一个会议场所。他们可以坐着一边和咖啡，吃着有机素食，一边交易。

### 赛扶
诺丁汉大学的赛扶（英文全称为Students in Free Enterprise，缩写为SIFE，本义是学生自由企业计划）团队已连续4年获得英国赛扶社会实践成果大赛，这使他们成为至今为止英国最成果的赛扶团队。诺丁汉的赛扶团队以诺丁汉大学商学院为基地，获得了2005、2006、2007和2008年大赛的冠军。他们还参加了在多伦多、巴黎、纽约和新加坡举行的赛扶世界杯，是世界顶尖赛扶团队之一。
宁波诺丁汉大学的赛扶团队（SIFE UNNC）也是中国地区的优秀强队。早期，SIFE UNNC作为英国诺丁汉赛扶的分部诞生。2010年，SIFE UNNC第二次独立参加中国地区赛弗比赛，获得中国地区总冠军及其他多项殊荣，继而在同年的美国赛扶世界杯上获得第二名。至今，英国诺丁汉大学和宁波诺丁汉大学的赛扶团队仍保持密切联系。
目前，诺丁汉大学马来西校区的赛扶团队也处于积极的运作状态，并与其他校区的赛扶团队保持密切联系。

### 校园14
校园14指一家一家的去遍大学园的12家大堂酒吧和两家学生会酒吧（穆克和威纽（Mooch and the Venue）），也可以形象的称为在酒吧的自由泳。在这个过程中，每个学生必须喝一品脱啤酒，有两杯。完成这个过程的困难在于，大堂酒吧每晚只营业几个小时，时间上并不充裕。虽然在2001年校园14被大学官方禁止，但它仍然是一项有名的校园传统。校园14还有一些变体形式，包括在大学的湖里游泳到湖的尽头，但是不知道现在是否还在这样做。

### 学生宿舍
诺丁汉的学生宿舍提供了超过6000套房间，分别由大学所有，或由外部开发商开发，全部都非常靠近校区，包括现代的备有炊具的公寓、也有传统的学生宿舍。学生宿舍提供的特色服务让人感到宾至如归。15栋宿舍楼为大学园、五十周年校区和萨坦·伯宁顿校区的约4000名学生提供了住所，归诺丁汉所有并由其管理。一日三餐包含在住宿费中，丰富的菜单可以满足各种饮食需求。诺丁汉的宿舍的特色在于，每个校区的宿舍房间均可供残疾学生使用，提供了面积更大的房间用于满足额外的存储或工作空间需求，还有修改过的浴室以及供听力损失者使用的设施。

### 湖畔艺术中心
在主校区的南入口的海菲尔德公园中，坐落着湖畔艺术中心，这里是诺丁汉大学的公共艺术设施和表演地。
在2001年秋天，在已有的Djanogly美术馆和Djanogly表演厅的基础上，增添了获得了环保绿建筑奖的D.H.劳伦斯展览馆。此后，湖畔艺术中心成为了东米德兰地区的一个成功的多种艺术的中心，在最初的3年里吸引到将近50万参观者。两家咖啡厅和一个秀丽的公园补充了湖畔艺术中心的扩充项目，他们最初由工业家杰西·布特（Jesse Boot）先生购买和开发。劳伦斯展览馆的礼堂能容纳225人。
此外，它还提供了多种文化设施，包括一系列的工艺陈列柜用于出售原作；韦斯顿画廊，用于展出诺丁汉大学的独特珍藏的手稿收藏物；沃纳（Wallner）画廊，是地方和区域艺术家的一个平台，其中特别设计了一系列视觉艺术、表演和招待参观者的空间，体现了灵活性。
其他设施还包括Djanogly美术馆、表演厅和礼堂，过去在这些地方主办过BBC广播3台（BBC Radio 3）的节目——诺丁汉的舞蹈和时尚音乐节（NOTT Dance and NOW festivals），完成了节目的录像和广播。还在这些地方举办过当代艺术展，并获得了评论界的赞扬，如目前正在举办的展览：美国风情——霍珀（Hopper）到波拉克（Pollock）的版画，展出作品由大英博物馆联合提供。

## 争议

### 利用烟草公司的捐助资金

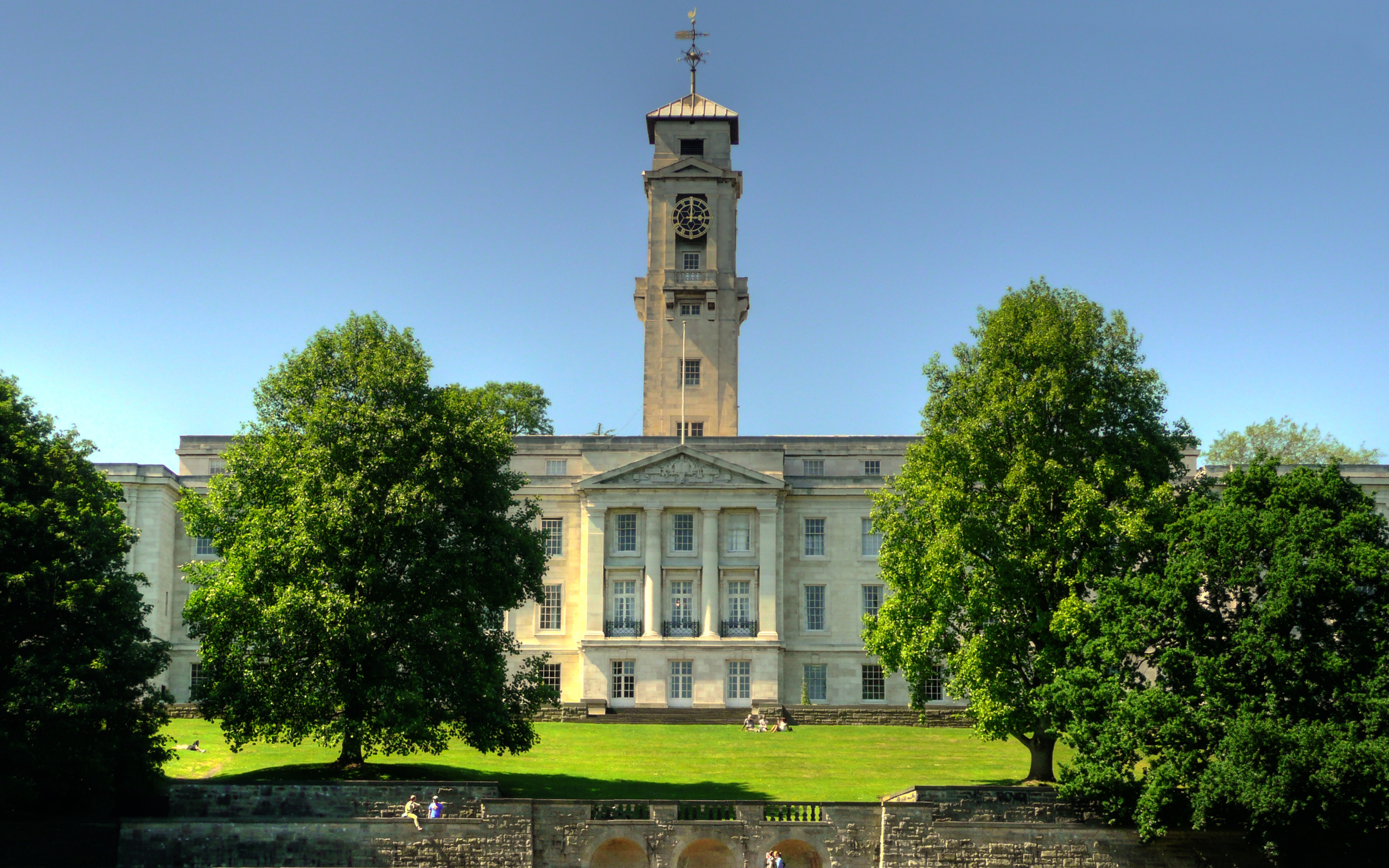
诺丁汉大学特伦特大厦

2001年，诺丁汉大学接受了英美烟草公司380万英镑的捐款，用来创建企业社会责任中心，这一举动引发了争议。这一事件也导致了时任《英国医学杂志》编辑的理查德·史密斯教授从诺丁汉大学辞职。
利用烟草公司的捐助资金，在诺丁汉大学商学院成立一个企业社会责任中心，根据阿斯本研究所的调研结果显示，2007年，诺丁汉商学院的MBA专业（工商管理硕士专业）在英国位列第一，欧洲第四，全世界第二十八，该研究所每两年一次的排名着重突出了全日制MBA课程，该课程内容融合了道德、社会和环境问题。
在诺丁汉，尽管医学研究收益同癌症研究的预言长期遭受到不利的干扰，但是最近几年癌症研究资金还是很充足的，如约翰罗宾逊教授实验室在乳腺癌和肺癌方面有着重要意义的公私项目，以及在约翰布里顿教授的领导下，2008年成功申办英国烟草控制研究中心。

## 著名校友
小說家大衛·赫伯特·勞倫斯是諾丁漢大學最著名的校友之一。諾丁漢大學和英國秘密情報局（MI6）有著很密切的關係；冷戰期間最著名的間諜格雷維爾溫就畢業於諾丁漢大學；英國秘密情報局局長約翰·索厄斯爵士也是一名諾丁漢校友。
其他著名校友有2003年諾貝爾生理學或醫學獎獲得者彼得·曼斯菲爾德（核磁共振的磁場梯度的利用發明）和諾貝爾經濟學獎獲得者克萊夫·格蘭傑（因果關係推論的利用發明）。許多跨國公司的主席和執行總裁中也有諾丁漢校友，如花旗集團、瑞士聯合銀行、沃克斯豪爾、英國郵政局、葛蘭素史克、英國國家電力公司、福克斯探照燈製片廠和英國衛報傳媒集團。世界衞生組織（WHO）總幹事譚德塞亦為諾丁漢大學校友。諾丁漢大學在商業、醫學、教育、社會人文相關之觸角亦延伸至東南亞地區（如：台灣、馬來西亞、中华人民共和国等国家或地区）。
此外，根據2009版國際專業高等學校分類法，該方法覈實列出了世界500強企業執行總裁中的校友數目，諾丁漢大學全英國排名第三（與劍橋並列），世界排名第二十八。

## 外部連結
- 諾汀罕大學官網（页面存档备份，存于）
- 諾大研究所網站（页面存档备份，存于）
- 諾大中國寧波校區官網（页面存档备份，存于）
- 諾大馬來西亞吉隆坡校區官網（页面存档备份，存于）